# 瓦朗然城堡

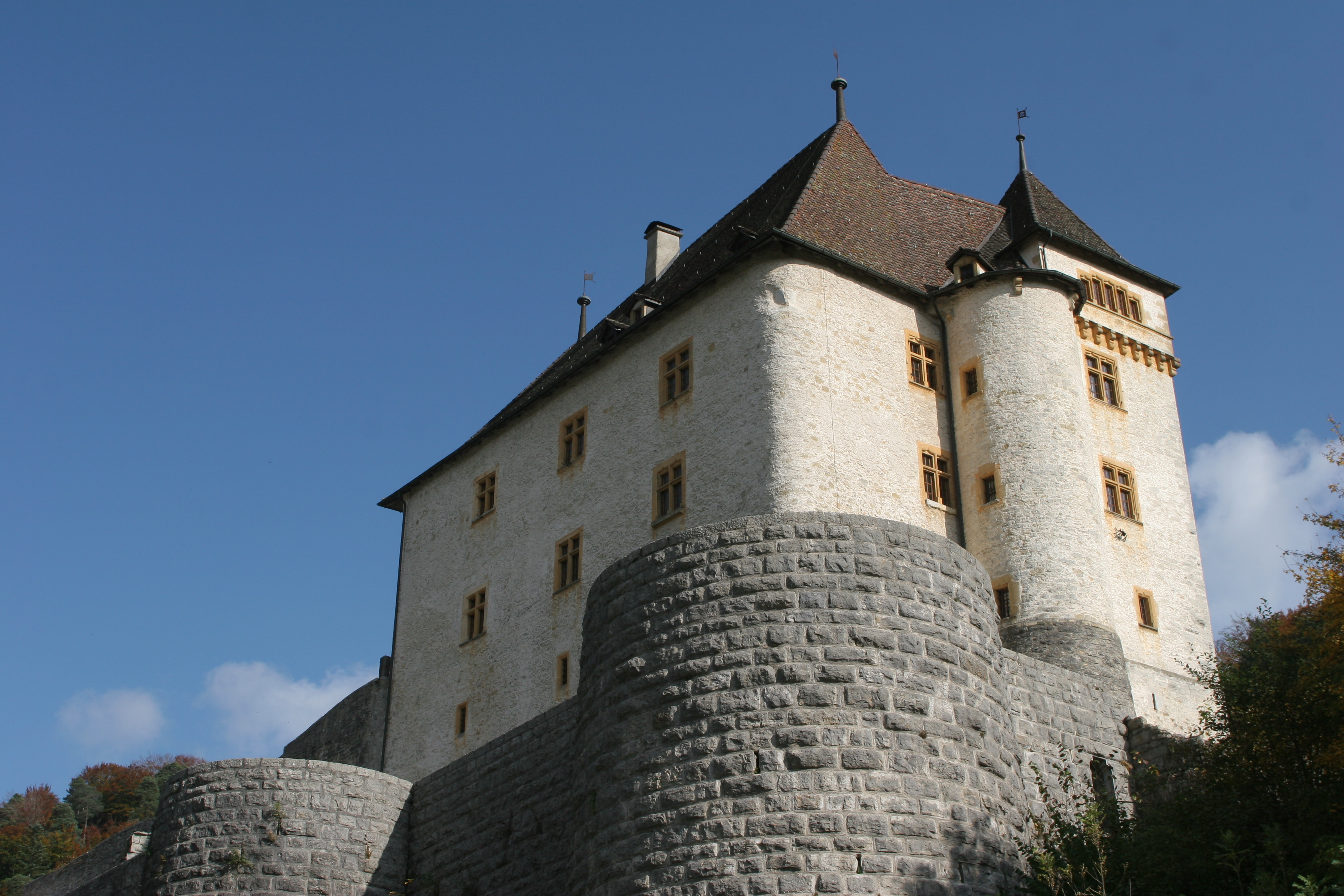
瓦朗然城堡

46°0′52.51″N 6°54′24.32″E / 46.0145861°N 6.9067556°E
瓦朗然城堡（法語：Château de Valangin）是瑞士纳沙泰尔州瓦朗然的一座中世纪城堡，坐落于纳沙泰尔湖北岸。现已辟为博物馆，并列入瑞士国家重要文化财产名录。

## 历史
瓦朗然城堡可能在12世纪即已存在。1296年，首次见于文献。城堡的主体是一座防御塔楼，周围的防御工事也颇具特色。内部供领主居住，风格朴素，最有价值的遗产是骑士大厅及16世纪的厨房等。